# Список умерших в 1029 году
В этой статье представлен список известных людей, умерших в 1029 году.
См. также: Категория:Умершие в 1029 году

## Январь
- 27 января — Унван[нем.] — архиепископ Гамбурга и Бремена (1013—1029)

## Март
- 11 марта — Ульрих — граф Эберсберга, маркграф Крайны

## Апрель
- 6 апреля или 24 апреля —  Бруно — князь-епископ Аугсбурга с 1006 года.

## Май
- 13 мая — Гарсия II Санчес — граф Кастилии с 1017 года, убит.
- 28 мая — Герман — граф Вердена (1022—1024)

## Ноябрь
- 11 ноября — Хадемунда — католическая святая

## Дата неизвестна или требует уточнения
- Ал-Караджи — персидский математик

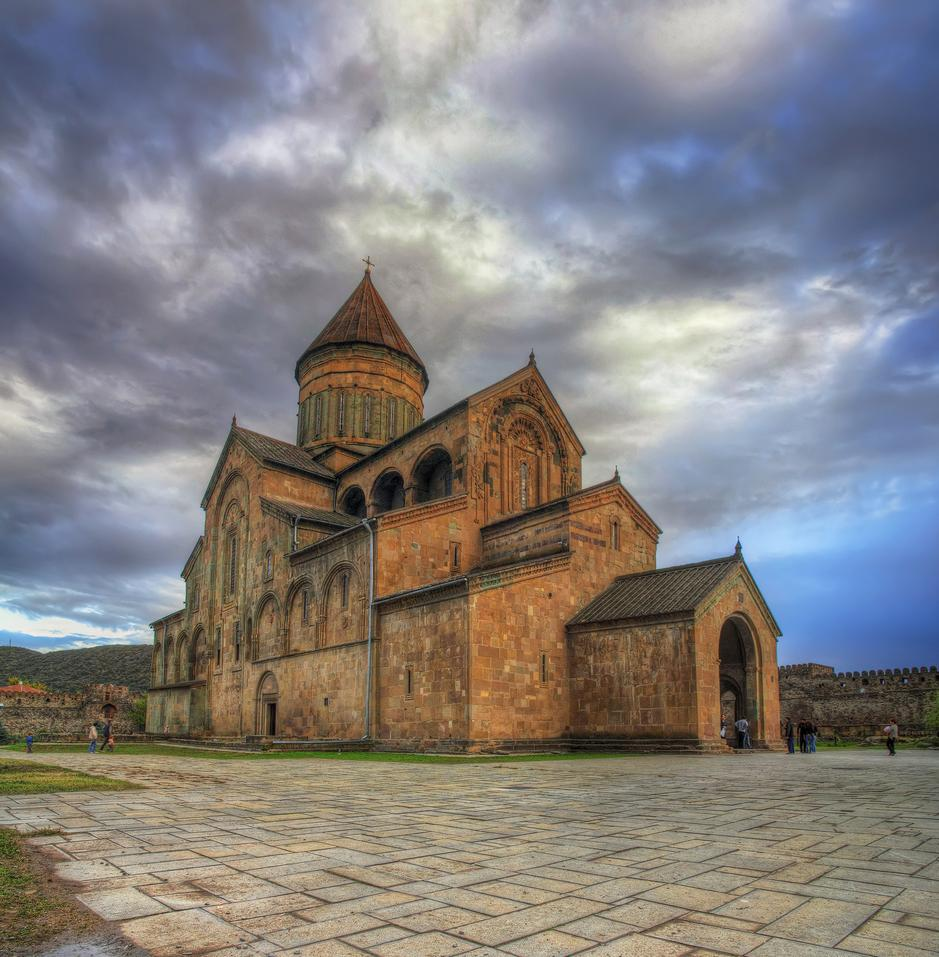
Светицховели, построенный Ута Арсакидзе в 1029 году

- Альберто Аццо I д’Эсте — граф Луни, Тортоны, маркграф Генуи и Милана с 1014 года.
- Арсакидзе, Ута — грузинский архитектор, строитель храма Светицховели.
- Ибн аль-Каттани[англ.] — арабский философ и поэт.
- Кушьяр ибн Лаббан — персидский математик и астроном
- Ласло Лысый — князь Венгрии из рода Арпадов, герцог междуречья Мароша и Грона.
- Маджд ад-Даула ва Кахф ал-Умма Абу Талиб Рустам ибн Али[англ.] — буидский амир Рея (997—1028), амир Джибала (1028—1029}
- Малькольм[англ.] — мормэр Морея с 1020 года
- Асад ад-Даула Салих ибн Мирдас[англ.] — амир Алеппо с 1024 года
- Фудзивара но Кинсуе[англ.] — японский государственный деятель, дайдзё-дайдзин (1021—1029)
- Хакон Эйрикссон — ярл Ладе (995—1023), правитель Норвегии под руководством Кнуда Великого (1012—1015, 1028—1029)
- Хеоная[англ.] — королева-консорт Корё, жена короля Кёнджона, регент королевства в 997—1012 годах.
- Яхья аль-Музаффар — второй независимый эмир Сарагосы (1023—1029).